# Achtung Baby
Achtung Baby és el setè àlbum de la banda irlandesa de rock U2. Produït per Daniel Lanois i Brian Eno, va sortir al mercat el 19 de novembre de 1991 sota el segell d'Island Records. "Picats" per la crítica del seu anterior àlbum, Rattle and Hum (1988), U2 va canviar la seva direcció musical i va incorporar influències del rock alternatiu, la música industrial música i la música dance electrònica en el seu so. Temàticament, l'àlbum és més fosc, més introspectiu, i de vegades més lleuger que el treball anterior de la banda. L'àlbum i la posterior gira "multimèdia-intensiva" del Zoo TV Tour són fonamentals per a la reinvenció del grup durant la dècada de 1990, i de com U2 substitueix la seva imatge pública seriosas amb una de més alegre i autocrítica. Va estar nominat al Grammy a l'àlbum de l'any el 1993.